# 唐季禮
唐季禮（英語：Stanley Tong，1960年4月7日—），籍貫廣東恩平，成長於香港，香港著名導演，以製作動作電影見稱。
唐季禮早於1979年已開始參與電影拍攝工作，起先是在電視台工作，並為多家電影公司擔任幕後。1990年開始擔任電影導演。目前在中影（上海）国际文化传媒公司任職總經理。

## 背景

### 家庭狀況
唐季禮生於香港，祖籍廣東省江門恩平，父親畢業於上海音專，母親是廣東人，家教甚嚴，父親唐煥庭對他電影事業有深遠的影響，于1996年元月病逝香港。唐季禮家中有6個兄弟姊妹，名字以伯、仲、叔、季排名，還有一個姐姐唐嘉麗以及妹妹Rose。二哥唐仲仁（Timmy）目前在台灣台北東區開設服飾精品店居住台灣20多年，其他兄弟旅居海外，姐姐唐嘉麗曾經是邵氏電影公司的女星，而後嫁給武打明星羅烈，育有兩子，次子王伯之（王駒）2002年被台灣經紀人吳翊鳳簽下星之國際讓從小看著父親在電影中長大的王伯之想要繼傳父親的志業，2000年《雷霆戰警》中客串直昇機駕駛，2010年中視電視版神話客串一位將軍，日前在大陸有電視劇發表：《上海6人行》，在其中有吃重的演出，最小的妹妹唐嘉美ROSE曾經從事珠寶事業，現為美容顧問。

### 早年生活
唐季禮在1966年畢業於筲箕灣遠東中學附屬幼稚園上午校，後入讀慈幼學校（1968年入讀英文部小三，1972年小六）。在1972年至1973年就讀新法書院加路連山分校時與藝人周華健為同班同學。及後轉讀崇文英文書院，並於1977年中五畢業。在校時常於校內陸運會獲獎。1977年，唐季禮負笈加拿大溫尼伯，在曼尼托巴大學完成大學學位。留加期間曾教授洪拳功夫。

### 事業發展
1979年底，唐季礼去邵氏片场看姐夫罗烈演戏，被罗烈介绍给刘家良认识，并拜刘家良师弟神仙（余袁稳）和小侯（侯耀宗）为师，以武行进入演艺圈。此后，唐季礼相继在邵氏兄弟电影公司、嘉禾电影公司、香港电视广播有限公司（TVB），丽的电视（RTV）及多家电影公司当武打演员、武师替身、场记、副导演、制片及编剧。其间曾给周润发、张曼玉、钟楚红、张国荣等明星当过替身。
及後於1990年，唐季禮自資執導了《魔域飛龍》一片，廣受影評人正面評價，並獲嘉禾邀請加盟。唐季禮以善於製作動作電影。因工作關係常跟成龍合作。早在1992年他便執導了《警察故事III超級警察》，打破多個東南亞國家票房紀錄，並獲提名該年台灣金馬獎最佳電影。其後他執導的《紅番區》、《警察故事4之簡單任務》、《神話》、《功夫瑜伽》等動作片，取得耀眼的票房。《紅番區》、《警察故事4簡單任務》分別得到$56,912,536以及$57,518,795的票房收入，其中《簡單任務》在1996年创下当时香港電影华语片票房纪录，直到2001年周星驰的《少林足球》创下$60,739,847港元票房，紀錄才被打破。

## 其他資料
導演唐季禮曾與成龍在《警察故事》系列、《紅番區》及《神話》等多部作品合作。在拍攝《紅番區》時，唐季禮要成龍在毫無保護措施下，從5樓高的頂樓往4樓陽台跳。 還有部《警察故事III超級警察》 中抓直升機的戲，成龍在7樓高的天台，飛撲抓住直升機的下垂繩梯，一路吊在半空中帶到火車頂上，直升機時速80公里，十分危險。據工作人員透露，當時成龍沒配戴耳麥，完全聽不到唐季禮的任何指示，唐季禮就這樣讓成龍一路被直升機吊在半空長達45分鐘，因此在直升機降下後，成龍十分不爽，直接對唐季禮擺臭臉。

## 作品

### 電影
| 年份 | 電影名稱            | 職務 | 職務 | 職務 | 備註                       |
| 年份 | 電影名稱            | 導演 | 監製 | 其他 | 備註                       |
| ---- | ------------------- | ---- | ---- | ---- | -------------------------- |
| 1983 | 紅鬼仔              | 否   | 否   | 是   | 演員                       |
| 1986 | Clash of the Ninjas | 否   | 否   | 是   | 演員                       |
| 1987 | 江湖龍虎鬥          | 否   | 否   | 是   | 演員                       |
| 1989 | 天使行動3魔女末日   | 是   | 否   | 是   | 動作指導                   |
| 1991 | 魔域飛龍            | 是   | 是   | 是   | 編劇、武術指導             |
| 1992 | 警察故事3超級警察   | 是   | 否   | 是   | 武術指導                   |
| 1993 | 超級計劃            | 是   | 否   | 是   | 編劇                       |
| 1995 | 紅番區              | 是   | 否   | 是   | 武術指導、飛車特技         |
| 1995 | 霹靂火              | 否   | 否   | 是   | 動作指導                   |
| 1996 | 警察故事4之簡單任務 | 是   | 否   | 是   | 編劇、水底攝影師、武術指導 |
| 1997 | 脫線先生            | 是   | 否   | 否   | 香港版譯《符碌先生》       |
| 2000 | 雷霆戰警            | 是   | 否   | 是   | 編劇                       |
| 2005 | 神話                | 是   | 否   | 是   | 編劇                       |
| 2005 | 龍刀奇緣            | 否   | 是   | 否   |                            |
| 2011 | 雙色島              | 否   | 是   | 否   |                            |
| 2012 | 十二生肖            | 否   | 是   | 是   | 編劇                       |
| 2016 | 功夫瑜伽            | 是   | 否   | 否   |                            |
| 2020 | 急先鋒              | 是   | 是   | 否   |                            |
| 2021 | 少林寺之得寶傳奇    | 是   | 否   | 否   | 網絡電影                   |
| 2022 | 牧野诡事之赤丹珠    | 否   | 執行 | 否   | 網絡電影                   |
| 2023 | 龙马精神            | 否   | 否   | 是   | 演員                       |
| TBA  | 傳說                | 是   | 否   | 是   | 編劇                       |

### 電視
| 年份 | 劇名       | 職務 | 職務 | 職務 | 備註 |
| 年份 | 劇名       | 導演 | 監製 | 其他 | 備註 |
| ---- | ---------- | ---- | ---- | ---- | ---- |
| 1998 | 過江龍     | 是   | 是   | 否   |      |
| 2002 | 壯志雄心   | 是   | 否   | 否   |      |
| 2003 | 男才女貌   | 否   | 是   | 否   |      |
| 2004 | 救命       | 是   | 否   | 否   |      |
| 2004 | 出水芙蓉   | 是   | 是   | 否   |      |
| 2009 | 神話       | 否   | 是   | 否   |      |
| 2012 | 偏偏愛上你 | 否   | 是   | 否   |      |
| 2013 | 精忠岳飛   | 否   | 是   | 是   | 編劇 |

## 外部連結
- 唐季禮的Facebook專頁
- 唐季禮的新浪微博
- 唐季禮在香港影庫上的簡介
- 唐季禮在豆瓣上的资料（简体中文）
- 唐季禮在时光网上的簡介（简体中文）